# Meurtres sur Internet
Meurtres sur Internet (2Shy) est le 6e épisode de la saison 3 de la série télévisée X-Files. Dans cet épisode, Mulder et Scully enquêtent sur un tueur en série qui séduit ses victimes sur Internet.
L'épisode a obtenu des critiques plutôt favorables.

## Résumé
À Cleveland, Virgil Incanto a son premier rendez-vous avec une femme qu'il a séduit sur un site de rencontres pour femmes rondes. Il l'étouffe en l'embrassant avec une substance gélatineuse provenant de sa bouche. Le corps est retrouvé recouvert de cette substance, et Mulder et Scully sont chargés de l'enquête. Sur le point de pratiquer l'autopsie, Scully constate que le cadavre s'est liquéfié et qu'il ne reste qu'une partie du squelette. Elle découvre que la substance poisseuse est une enzyme digestive et que tout le tissu adipeux du corps a disparu. De son côté, Mulder essaie de remonter la trace du tueur sur Internet et apprend qu'il a accès à des poèmes médiévaux italiens difficiles à se procurer.
Pendant ce temps, Incanto invite au restaurant Ellen Kaminsky, sa nouvelle conquête virtuelle, mais celle-ci ne s'y montre pas. Incanto tue alors une prostituée enrobée, qui le griffe à la main, mais est obligé de prendre la fuite avant que le corps ne soit entièrement dissous. Les analyses de peau sous les ongles de la victime révèlent que le tueur a une déficience en acides gras, Mulder en déduisant qu'il tue pour absorber la graisse de ses victimes. Une liste de personnes ayant pu avoir accès aux poèmes est établie. Incanto, traducteur spécialisé en littérature italienne, en fait partie et reçoit la visite de l'inspecteur Cross. Il le tue, puis, après avoir renoué avec Kaminsky, assassine sa logeuse, qui fouinait chez lui.
La fille aveugle de la dernière victime, qui a senti l'odeur du parfum de sa mère chez Incanto, prévient la police. À l'arrivée de Mulder et Scully, Incanto a déjà pris la fuite mais son ordinateur donne aux agents la liste des femmes avec qui il était en contact. Incanto s'invite chez Kaminsky, qui est l'une des deux femmes de la liste que la police n'est pas arrivée à joindre. Il s'en prend à elle mais est interrompu par l'arrivée de Mulder et Scully. Mulder poursuit un homme qui s'enfuit avant de se rendre compte que ce n'est pas Incanto. Pendant ce temps, Incanto, qui s'était caché dans l'appartement, attaque Scully. Au cours de leur lutte, Kaminsky blesse Incanto en lui tirant dessus avec l'arme de Scully. Incanto est emprisonné. Privé de la graisse dont il a besoin, son état se détériore rapidement, Scully pronostiquant sa mort prochaine.

## Distribution
- David Duchovny : Fox Mulder
- Gillian Anderson : Dana Scully
- Timothy Carhart : Virgil Incanto
- Catherine Paolone : Ellen Kaminsky
- James Handy : l'inspecteur Alan Cross

## Production
Le scénariste Jeffrey Vlaming propose initialement l'idée d'un mutant se nourrissant des huiles du corps humain, les huiles étant plus tard remplacées par la graisse. Le personnage de Virgil Incanto passe par plusieurs versions, étant tout d'abord décrit comme une sorte de fantôme de l'Opéra vivant en reclus, puis comme un boucher capable de dépecer ses victimes pour en extraire la graisse, avant que son incarnation définitive ne soit décidée.
Le réalisateur David Nutter s'inspire du succès de l'épisode L'Hôte et de sa créature pour inclure plusieurs scènes sanglantes. De nombreux intérieurs de l'épisode sont filmés dans deux immeubles d'appartements proches l'un de l'autre situés sur Quebec Street, à Vancouver. Lors du tournage d'une scène où Mulder et Scully font irruption chez Ellen Kaminsky, les doublures des acteurs se trompent de porte et jaillissent chez des locataires d'un appartement voisin qui étaient en train de dîner.

## Accueil

### Audiences
Lors de sa première diffusion aux États-Unis, l'épisode réalise un score de 10,1 sur l'échelle de Nielsen, avec 17 % de parts de marché, et est regardé par 14,83 millions de téléspectateurs.

### Accueil critique
L'épisode recueille des critiques plutôt favorables. Sarah Stegall, du site Munchkyn Zone, lui donne la note de 4/5. Le site Le Monde des Avengers lui donne la note de 3/4.
Zack Handlen, du site The A.V. Club, lui donne la note de B-. Dans leur livre sur la série, Robert Shearman et Lars Pearson lui donnent la note de 3/5. Le magazine Entertainment Weekly lui donne la note de B-.
Parmi les critiques négatives, John Keegan, du site Critical Myth, lui donne la note de 4/10.
Le personnage de Virgil Incanto est régulièrement cité parmi les « monstres de la semaine » les plus marquants de la série. Louis Peitzman, du site Buzzfeed, le classe à la 10e place des monstres les plus effrayants de la série. Pour le magazine TV Guide, il compte parmi les monstres les plus effrayants de la série.